# Mikaël Cherel
Pour les articles homonymes, voir Chérel.
Mikaël Cherel, né le 17 mars 1986 à Saint-Hilaire-du-Harcouët (Manche), est un coureur cycliste français, professionnel de 2007 à 2023, après avoir été stagiaire à la fin de 2006 au sein de La Française des jeux.
Coureur très apprécié par ses leaders, il est un lieutenant reconnu pour ses qualités de grimpeur et son dévouement. Cherel a passé la totalité de sa carrière en France.

## Biographie

### Débuts amateurs
Mikaël Cherel commence le cyclisme à l'âge de 12 ans à la Roue d'Or Teilleulaise, puis décide de quitter le club de ses débuts pour le Vélo Club Saint-Hilaire-du-Harcouët. Il est passé par le Sports Études du Lycée Saint-Thomas d'Aquin de Flers, dans l'Orne. Sacré champion de France junior en 2003 à 17 ans, il passe ensuite sous les couleurs de Côtes d'Armor-Maître Jacques puis à l'UC Nantes Atlantique.
Il devient stagiaire de l'équipe La Française des jeux à partir d'août 2006. Il dispute le Grand Prix de Fourmies, qu'il achève en trente-troisième position.

### 2007-2010: Française des Jeux

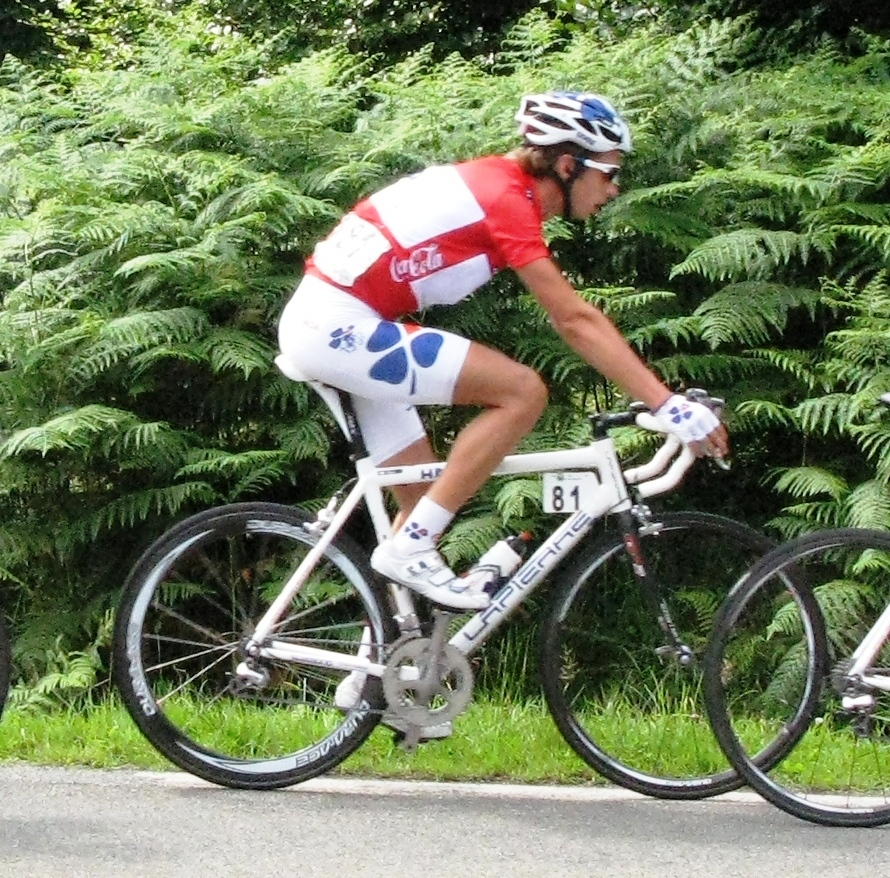
Chérel lors du Tour de Wallonie, en 2008.

Mikaël Cherel passe professionnel dans l'équipe Française des Jeux en juin l'année suivante et fait ses débuts à l'occasion du Grand Prix de Plumelec.
En 2008, pour sa première saison complète, il affiche de nombreuses places d'honneur notamment au Tour de Pologne où il rivalise avec les meilleurs sprinters. Il s'illustre également sur des terrains plus difficiles, s'échappant par exemple lors de Paris-Nice. Il participe également au premier grand tour de sa carrière à l'occasion du Tour d'Italie qu'il abandonne lors de la dix-neuvième étape. 
Il obtient en 2009 le premier résultat significatif de sa jeune carrière lors du Tour Down Under, une épreuve du calendrier de l'UCI ProTour, qu'il termine à la dixième place du classement général. Il achève le Tour d'Espagne en vingt-cinquième position et a comme résultat remarquable une sixième place lors de l'étape remportée par Philip Deignan après avoir fait partie de l'échappée victorieuse.
En août 2010, il s'engage avec l'équipe française AG2R La Mondiale pour la saison 2011 après avoir effectué une saison discrète, ne décrochant qu'une cinquième place au classement général de Paris-Corrèze.

### 2011-2023: AG2R

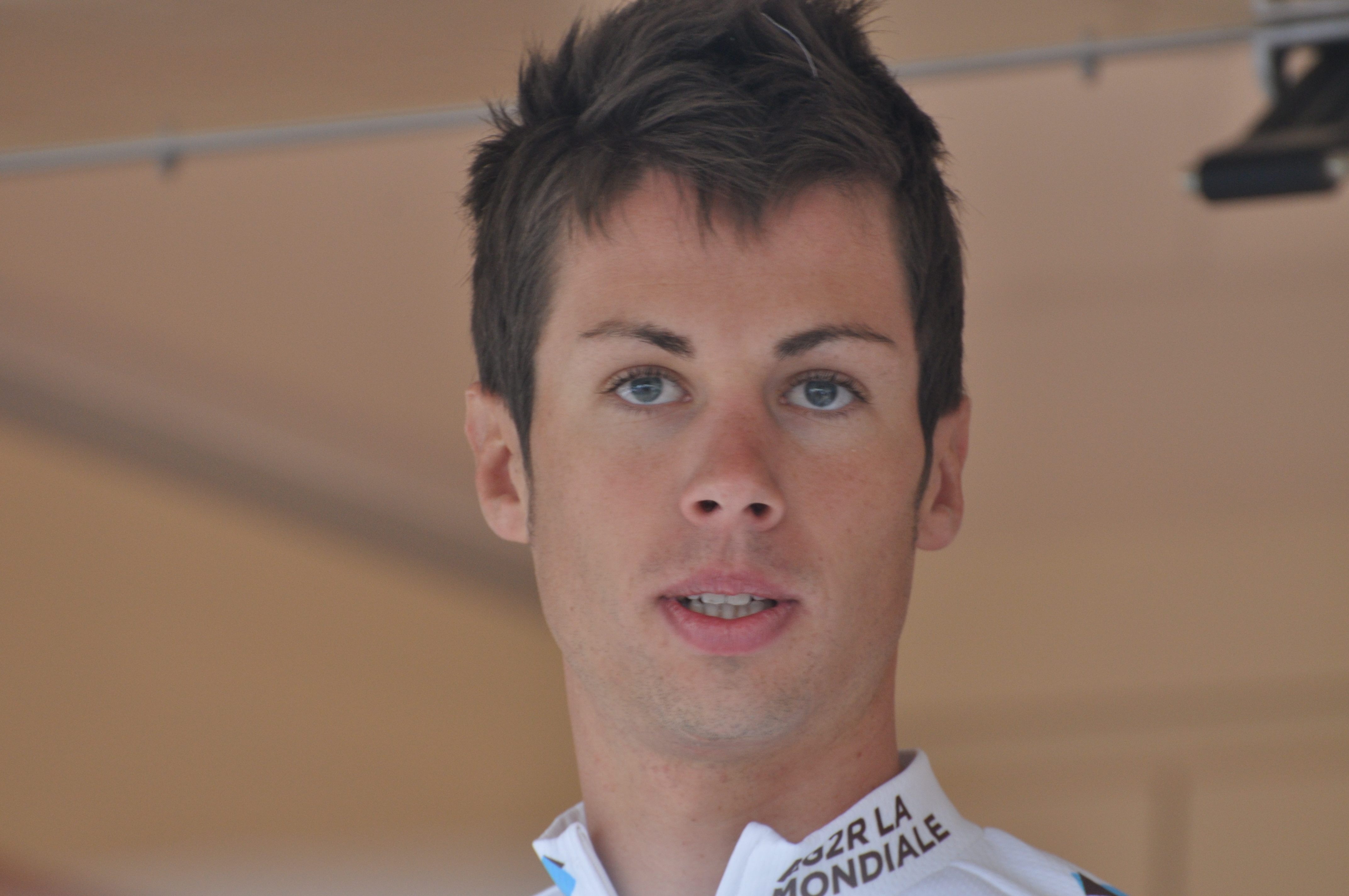
Mikaël Cherel en 2012.

Dès ses premiers mois avec sa nouvelle équipe, Chérel décroche de bons résultats. Il passe proche d'une victoire lors du Tour de Romandie en avril après avoir terminé deuxième de la troisième étape menant à Neuchâtel et remportée par Alexandre Vinokourov. Il conclut la Polynormande en cinquième place et le Tour du Limousin en neuvième position. 
Il entame sa saison 2012 par une place dans les dix premiers sur le Grand Prix d'ouverture La Marseillaise. À l'occasion du Tour de Catalogne, il doit s'emparer du maillot de leader à l'issue de la 3e étape, qu'il termine 3e, mais les conditions météorologiques difficiles incitent les organisateurs à neutraliser le classement général. Il dispute son premier Tour de France. Cherel ainsi que Danilo Hondo chutent à trois kilomètres de l'arrivée de la dernière étape. Cherel peut néanmoins terminer ce Tour à la 62e place du classement général. Des examens pratiqués à la suite du Tour de France révèlent qu'il a une fracture du bassin. Son indisponibilité est alors estimée à trois semaines.
En 2013, il reprend la compétition en Australie lors du Tour Down Under.
Il signe un top 20 sur le classement général du Tour de France 2015, tout en jouant l'équipier pour Romain Bardet.
En préparation de la saison 2016, sa participation au Tour de France comme soutien de Romain Bardet est prévue. En août il prolonge son contrat avec la formation AG2R La Mondiale. Il est remplaçant dans la sélection française constituée pour le premier championnat d'Europe sur route professionnel disputé à Plumelec.
Il devient au fil des années un soutien précieux pour son leader Romain Bardet, qu'il propulse à la seconde place du Tour de France 2016 après un coup d'éclat mené dans la descente détrempée de la côte de Domancy.
En 2017, après un bon début de saison, il chute violemment lors d'un stage de préparation en altitude en Sierra Nevada (Espagne). Une fracture au bassin ainsi qu'au sacrum le prive de Tour de France.
En 2018, il fait partie de la présélection dévoilée par Cyrille Guimard pour les championnats du monde de cyclisme sur route à Innsbruck.
En novembre 2020, une collision avec un chien au cours d'un entraînement lui cause une double fracture de la clavicule droite, trois fractures costales ainsi qu'un pneumothorax. Il est privé d'entraînement avec son équipe jusqu'en juillet 2021 et reprend la compétition à l'occasion de la Classique de Saint-Sébastien 2021 le 31 juillet,.
Sélectionné pour le Tour de France 2022, Cherel est un des deux coureurs AG2R Citroën (avec Aurélien Paret-Peintre) testés positifs au SARS-CoV-2 avant le départ de la seizième étape et est contraint à l'abandon.
Il met un terme à sa carrière à l'issue du Tour d'Espagne 2023, qu'il termine à la 56e place.

### Mikaël Cherel en tant que coureur
Mikaël Cherel se définit comme un "passeur décisif". Il déclare : « j'aime bien me voir comme un passeur décisif. On ne parle jamais du mec qui fait la passe sur un terrain de foot : la une du journal, c'est le buteur qui exprime sa joie. Personne ne regarde le passeur mais le passeur, il est heureux. La vie, c'est d'être heureux, pas d'être à la une du journal, non ? »

## Palmarès et classements mondiaux

### Palmarès amateur
| - 2003 - Champion de France sur route juniors - Classement général du Grand Prix Général Patton - 8e du championnat du monde sur route juniors - 2004 - Ronde du Printemps - Prix de la ville d'Aubenas - Arguenon-Vallée Verte - Trophée Centre Morbihan : - Classement général - 1re et 2ea (contre-la-montre) étapes - 2e du Trophée Louison-Bobet - 3e du Tour de Toscane juniors | - 2006 - Manche-Océan - 3e de la Route bretonne - 3e du Grand Prix de Fougères - 2007 - Grand Prix U - 3e du Circuit de la vallée de la Loire |  |

### Palmarès professionnel
- 2009
  - 10e du Tour Down Under
- 2014
  - 10e du Tour de Pékin

### Résultats dans les grands tours

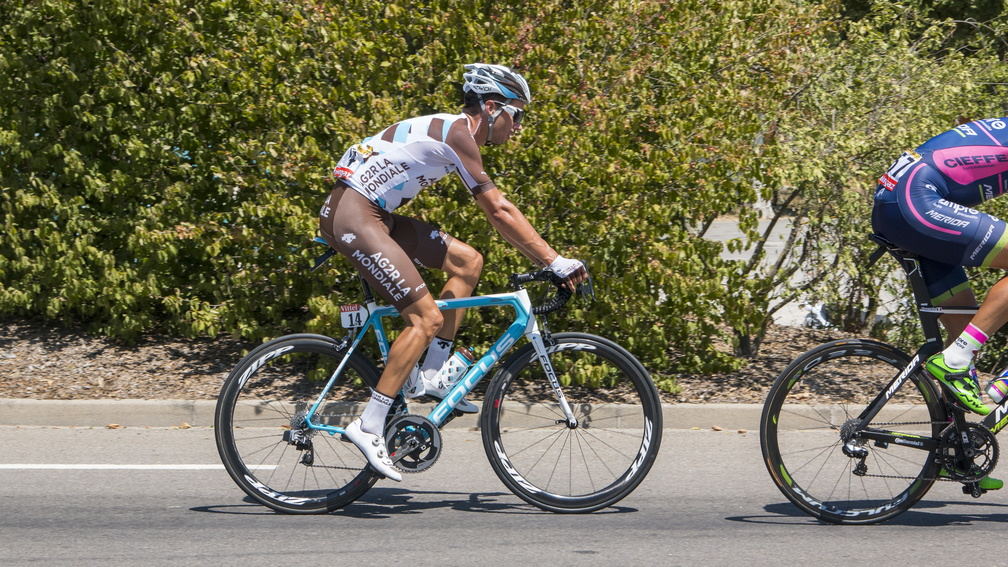
Mickaël Cherel durant le Tour de France 2015

#### Tour de France
7 participations
- 2012 : 62e
- 2014 : 59e
- 2015 : 18e
- 2016 : 57e
- 2019 : 34e
- 2020 : 26e
- 2022 : non-partant (16e étape)

#### Tour d'Italie
5 participations
- 2008 : abandon (19e étape)
- 2011 : 62e
- 2018 : abandon (19e étape)
- 2022 : 23e
- 2023 : abandon (12e étape)

#### Tour d'Espagne
7 participations
- 2009 : 25e
- 2010 : 62e
- 2013 : 56e
- 2015 : 51e
- 2018 : 97e
- 2021 : 45e
- 2023 : 56e

### Classements mondiaux
| Année                                 | 2009 | 2010 | 2011 | 2012 | 2013 | 2014 | 2015 | 2016 | 2017 | 2018  | 2019 | 2020 | 2021  | 2022  | 2023  |
| ------------------------------------- | ---- | ---- | ---- | ---- | ---- | ---- | ---- | ---- | ---- | ----- | ---- | ---- | ----- | ----- | ----- |
| Calendrier mondial                    | 200e | nc   |      |      |      |      |      |      |      |       |      |      |       |       |       |
| UCI World Tour                        |      |      | 171e | 214e | nc   | 174e | 143e | nc   | 267e | 159e  |      |      |       |       |       |
| Classement mondial                    |      |      |      |      |      |      |      | 357e | 547e | 515e  | 804e | 537e | 1381e | 1569e | 1336e |
| UCI Europe Tour                       |      |      |      |      |      |      |      | 348e | 458e | 1383e | 587e | 436e | 981e  | 1052e | nc    |
|                                       |      |      |      |      |      |      |      |      |      |       |      |      |       |       |       |
| Légende : nc = non classéSource : UCI |      |      |      |      |      |      |      |      |      |       |      |      |       |       |       |

### Distinctions
- Vélo d'or Juniors : 2004